# Avonlea
Avonlea is een fictieve gemeenschap gelegen op Prince Edward Island, Canada, en is het decor van de roman Anne of Green Gables van Lucy Maud Montgomery.
Er is ook een Canadese televisieserie Road to Avonlea.
Montgomery putte veel van haar inspiratie voor Avonlea uit haar jeugdervaringen in de laat 19e-eeuwse landbouwgemeenschappen rond Cavendish, New Glasgow, New London, Hunter River en Park Corner.
Het huis Green Gables uit het boek bestaat wel echt en staat bij Cavendish op 37 kilometer afstand van hoofdstad Charlottetown.

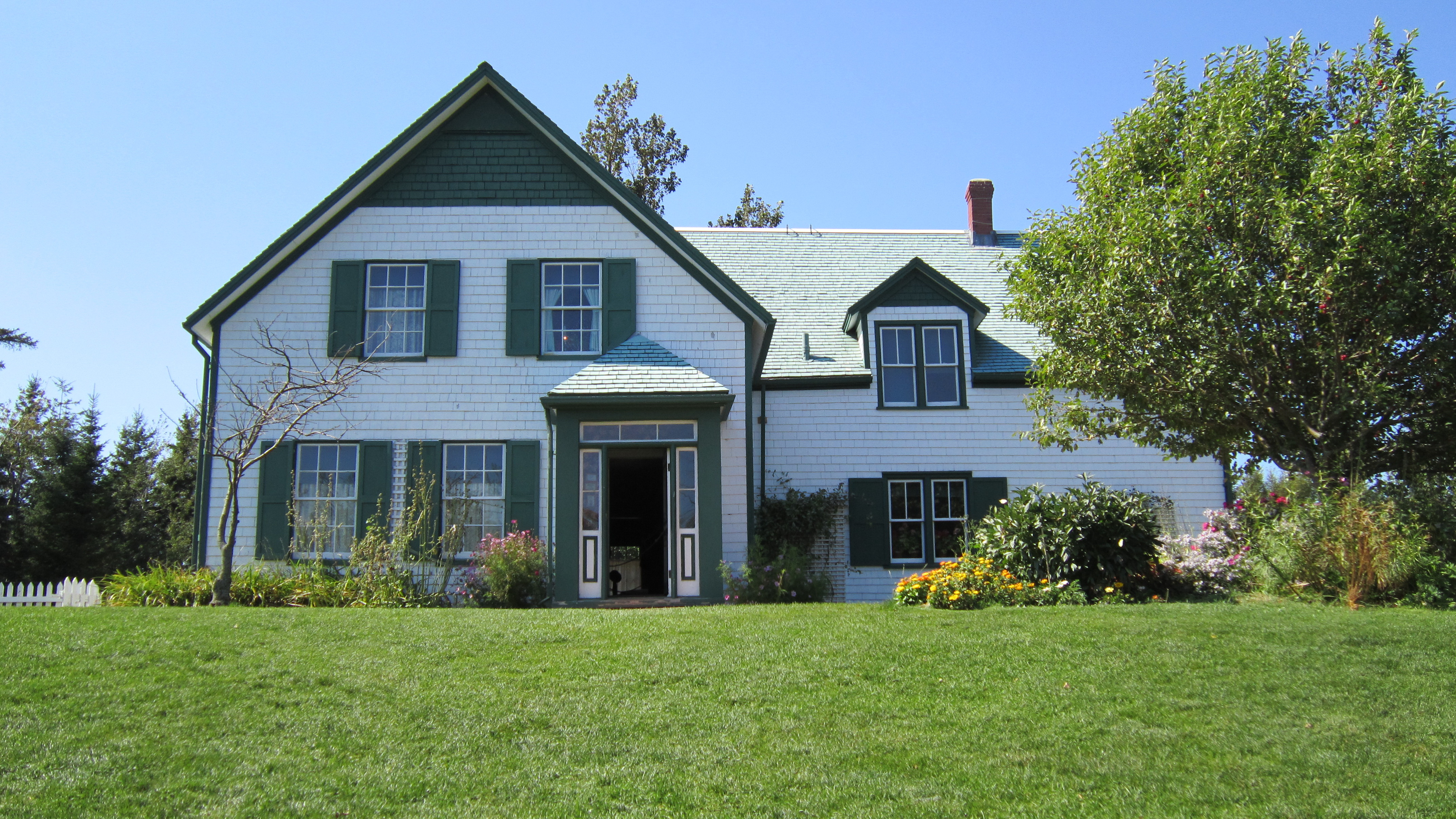
Green Gables